# Liga dos Campeões da UEFA de 1993–94
A Liga dos Campeões da UEFA de 1993–94 foi a 39ª edição do principal torneio de clubes de futebol da Europa, e o segundo com o nome Liga dos Campeões da UEFA. Houve modificações no formato, com a adição de uma fase preliminar, e uma semifinal disputada em uma partida.

## Fase preliminar
| Equipe 1        | Total   | Equipe 2           | 1.º jogo | 2.º jogo |
| --------------- | ------- | ------------------ | -------- | -------- |
| HJK Helsinki    | 2–1     | FC Norma           | 1–1      | 1–0      |
| FK Ekranas      | 0–2     | Floriana           | 0–1      | 0–1      |
| B68             | 0–11    | Croatia Zagreb     | 0–5      | 0–6      |
| Skonto FC       | (p)1–1  | Olimpija Ljubljana | 0–1      | 1–0      |
| Cwmbrân Town    | 4–4(fc) | Cork City          | 3–2      | 1–2      |
| Dínamo Tbilisi  | (f)3–2  | Linfield           | 2–1      | 1–1      |
| Avenir Beggen   | 0–3     | Rosenborg          | 0–2      | 0–1      |
| KF Partizani    | 0–3     | ÍA                 | 0–0      | 0–3      |
| AC Omonia       | 2–3     | FC Aarau           | 2–1      | 0–2      |
| Zimbru Chişinău | 1–3     | Beitar Jerusalem   | 1–1      | 0–2      |

## Primeira fase
| Equipe 1             | Total   | Equipe 2          | 1.º jogo | 2.º jogo |
| -------------------- | ------- | ----------------- | -------- | -------- |
| Porto                | 2–0     | Floriana          | 2–0      | 0–0      |
| ÍA                   | 1–3     | Feyenoord         | 1–0      | 0–3      |
| AS Monaco            | 2–1     | AEK Atenas        | 1–0      | 1–1      |
| Estrela de Bucareste | (a)4–4  | Croatia Zagreb    | 1–2      | 3–2      |
| Rangers              | 4–4(fc) | Levski Sofia      | 3–2      | 1–2      |
| Werder Bremen        | 6–3     | Dínamo Minsk      | 5–2      | 1–1      |
| Linfield             | 3–4     | Copenhague        | 3–0      | 0–4(aet) |
| FC Aarau             | 0–1     | Milan             | 0–1      | 0–0      |
| AIK                  | 1–2     | Sparta Praga      | 1–0      | 0–2      |
| HJK Helsinki         | 0–6     | Anderlecht        | 0–3      | 0–3      |
| Kispest Honvéd       | 3–5     | Manchester United | 2–3      | 1–2      |
| Galatasaray          | 3–1     | Cork City         | 2–1      | 1–0      |
| Lech Poznań          | 7–2     | Beitar Jerusalem  | 3–0      | 4–2      |
| Skonto FC            | 0–9     | Spartak Moscou    | 0–5      | 0–4      |
| Dínamo de Kiev       | 4–5     | Barcelona         | 3–1      | 1–4      |
| Rosenborg            | 4–5     | Austria Viena     | 3–1      | 1–4      |

## Segunda fase
| Equipe 1          | Total   | Equipe 2         | 1.º jogo | 2.º jogo |
| ----------------- | ------- | ---------------- | -------- | -------- |
| Porto             | 1–0     | Feyenoord        | 1–0      | 0–0      |
| AS Monaco         | 4–2     | Steaua Bucureşti | 4–1      | 0–1      |
| Levski Sofia      | 2–3     | Werder Bremen    | 2–2      | 0–1      |
| Copenhague        | 0–7     | Milan            | 0–6      | 0–1      |
| Sparta Praga      | 2–5     | Anderlecht       | 0–1      | 2–4      |
| Manchester United | 3–3(fc) | Galatasaray      | 3–3      | 0–0      |
| Lech Poznań       | 2–7     | Spartak Moscou   | 1–5      | 1–2      |
| Barcelona         | 5–1     | Austria Viena    | 3–0      | 2–1      |

## Liga dos Campeões da UEFA

### Grupo A
| Equipe         | J | V | E | D | GP | GC | SG  | Pts |
| -------------- | - | - | - | - | -- | -- | --- | --- |
| Barcelona      | 6 | 4 | 2 | 0 | 13 | 3  | +10 | 10  |
| Monaco         | 6 | 3 | 1 | 2 | 9  | 4  | +5  | 7   |
| Spartak Moscou | 6 | 1 | 3 | 2 | 6  | 12 | −6  | 5   |
| Galatasaray    | 6 | 0 | 2 | 4 | 1  | 10 | −9  | 2   |

| 1ª rodada      |     |                |
| AS Monaco      | 4–1 | Spartak Moscou |
| Galatasaray    | 0–0 | Barcelona      |
| 2ª rodada      |     |                |
| Barcelona      | 2–0 | AS Monaco      |
| Spartak Moscou | 0–0 | Galatasaray    |
| 3ª rodada      |     |                |
| AS Monaco      | 3–0 | Galatasaray    |
| Spartak Moscou | 2–2 | Barcelona      |
| 4ª rodada      |     |                |
| Galatasaray    | 0–2 | AS Monaco      |
| Barcelona      | 5–1 | Spartak Moscou |
| 5ª rodada      |     |                |
| Barcelona      | 3–0 | Galatasaray    |
| Spartak Moscou | 0–0 | AS Monaco      |
| 6ª rodada      |     |                |
| AS Monaco      | 0–1 | Barcelona      |
| Galatasaray    | 1–2 | Spartak Moscou |

### Grupo B
| Equipe        | J | V | E | D | GP | GC | SG | Pts |
| ------------- | - | - | - | - | -- | -- | -- | --- |
| Milan         | 6 | 2 | 4 | 0 | 6  | 2  | +4 | 8   |
| Porto         | 6 | 3 | 1 | 2 | 10 | 6  | +4 | 7   |
| Werder Bremen | 6 | 2 | 1 | 3 | 11 | 15 | −4 | 5   |
| Anderlecht    | 6 | 1 | 2 | 3 | 5  | 9  | −4 | 4   |

| 1ª rodada     |     |               |
| Anderlecht    | 0–0 | Milan         |
| Porto         | 3–2 | Werder Bremen |
| 2ª rodada     |     |               |
| Milan         | 3–0 | Porto         |
| Werder Bremen | 5–3 | Anderlecht    |
| 3ª rodada     |     |               |
| Anderlecht    | 1–0 | Porto         |
| Milan         | 2–1 | Werder Bremen |
| 4ª rodada     |     |               |
| Porto         | 2–0 | Anderlecht    |
| Werder Bremen | 1–1 | Milan         |
| 5ª rodada     |     |               |
| Milan         | 0–0 | Anderlecht    |
| Werder Bremen | 0–5 | Porto         |
| 6ª rodada     |     |               |
| Anderlecht    | 1–2 | Werder Bremen |
| Porto         | 0–0 | Milan         |

### Semifinais
| Equipe 1  | Resultado | Equipe 2 |
| --------- | --------- | -------- |
| Milan     | 3–0       | Monaco   |
| Barcelona | 3–0       | Porto    |

| 27 de abril de 1994 | Milan                                      | 3 – 0     | Monaco | San Siro, Milan                              |
| 20:30               | Desailly 14' · Albertini 48' · Massaro 66' | Relatório |        | Público: 78,650 Árbitro: GER Bernd Heynemann |

| 27 de abril de 1994 | Barcelona                       | 3 – 0     | Porto | Camp Nou, Barcelona                     |
| 20:30               | Stoichkov 10', 35' · Koeman 72' | Relatório |       | Público: 98,000 Árbitro: BLR Vadim Zhuk |

## Final
| 18 de maio de 1994 | Milan                                           | 4 – 0     | Barcelona | Estádio Olímpico de Atenas, Atenas      |
| 21:15              | Massaro 22', 45' · Savićević 47' · Desailly 59' | Relatório |           | Público: 70 000 Árbitro: ENG Philip Don |

## Premiação
| Liga dos Campeões da UEFA de 1993-94 |
| Itália                               |
| ------------------------------------ |
| Milan (5º título)                    |